# 51741 Девідіксон
51741 Девідіксон (51741 Davidixon) — астероїд головного поясу, відкритий 24 травня 2001 року.
Тіссеранів параметр щодо Юпітера — 3,265.